# Санта-Мария-э-Донато

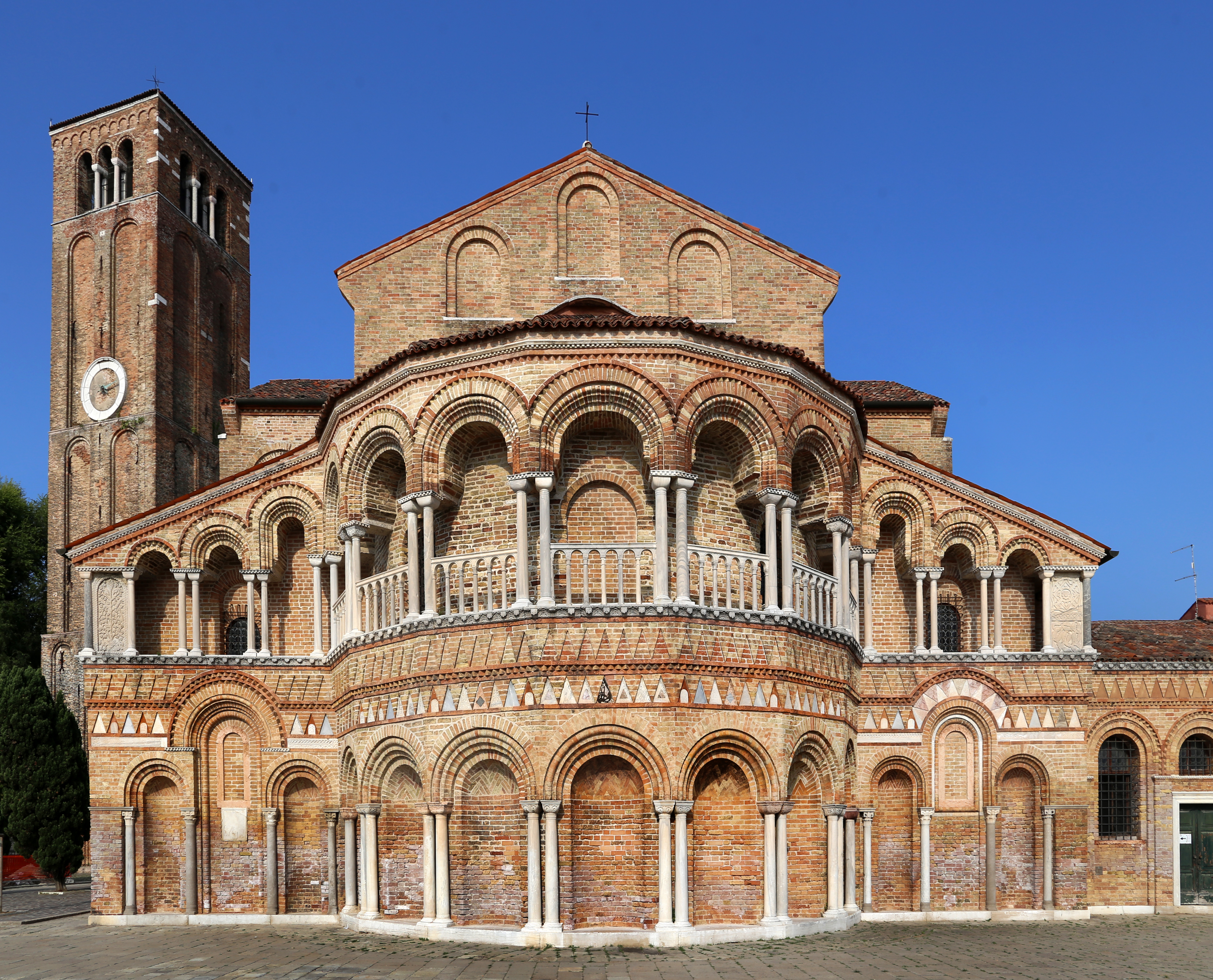
Собор Санта-Мария-э-Донато

Собор Санта-Мария-э-Донато (итал. Basilica di Santa Maria e Donato) — церковь в Венеции на острове Мурано. Находится на главной площади острова.
Венето-византийская базилика была основана в VII веке, в нынешнем виде существует с XII века. Собор посвящён Деве Марии. Вторая часть названия связана со святым Донатом, епископом IV века, чьи останки были привезены в церковь из Кефалонии в 1125 году.
Собор примечателен мозаичным полом XII века с растительным орнаментом и изображениями мифических животных.